# Любомирівка (селище)
Любомирівка (по 2016 рік —  Красне Знам'я) — селище в Україні, у Шевченківській сільській громаді Миколаївського району Миколаївської області. Населення становить 620 осіб. Колишній орган місцевого самоврядування — Любомирівська сільська рада.

## Населення

### Мова
Розподіл населення за рідною мовою за даними перепису 2001 року:
| Мова       | Кількість | Відсоток |
| ---------- | --------- | -------- |
| українська | 591       | 95.32%   |
| румунська  | 14        | 2.26%    |
| російська  | 10        | 1.61%    |
| вірменська | 4         | 0.65%    |
| циганська  | 1         | 0.16%    |
| Усього     | 620       | 100%     |